# Sylvia Plischke
Sylvia Plischke, née le 20 juillet 1977 à Pilsen en Tchécoslovaquie (aujourd'hui Tchéquie) est une joueuse de tennis autrichienne, professionnelle du début des années 1990 à 2002.
En 1999, alors classée 34e, elle a joué les quarts de finale à Roland-Garros, éliminant successivement Meilen Tu, Emmanuelle Gagliardi, Barbara Schett (16e mondiale) et Jana Novotná (4e), avant de tomber face à Arantxa Sánchez Vicario (7e).
Pendant sa carrière, elle a gagné un tournoi WTA en double à Kuala Lumpur en 2000.

## Palmarès

### Titre en double dames
| No | Date       | Nom et lieu du tournoi              | Catégorie | Dotation  | Surface    | Partenaire       | Finalistes                | Score     |          |
| -- | ---------- | ----------------------------------- | --------- | --------- | ---------- | ---------------- | ------------------------- | --------- | -------- |
| 1  | 06-11-2000 | Wismilak International Kuala Lumpur | Tier III  | 170 000 $ | Dur (ext.) | Henrieta Nagyová | Liezel Huber Vanessa Webb | 6-4, 7-64 | Parcours |

### Finale en double dames
Aucune

## Parcours en Grand Chelem

### En simple dames
| Année | Open d'Australie | Open d'Australie | Internationaux de France | Internationaux de France | Wimbledon       | Wimbledon           | US Open        | US Open          |
| ----- | ---------------- | ---------------- | ------------------------ | ------------------------ | --------------- | ------------------- | -------------- | ---------------- |
| 1998  | 2e tour (1/32)   | Amélie Mauresmo  | 2e tour (1/32)           | Henrieta Nagyová         | 3e tour (1/16)  | Arantxa Sánchez     | 2e tour (1/32) | Barbara Schett   |
| 1999  | 3e tour (1/16)   | Maureen Drake    | 1/4 de finale            | Arantxa Sánchez          | 2e tour (1/32)  | Jana Novotná        | 2e tour (1/32) | Amélie Cocheteux |
| 2000  | 2e tour (1/32)   | Jelena Kostanić  | 3e tour (1/16)           | Ai Sugiyama              | 1er tour (1/64) | Marlene Weingärtner | 2e tour (1/32) | Elena Dementieva |
| 2001  | 1er tour (1/64)  | Mary Pierce      | 2e tour (1/32)           | Nuria Llagostera         | 2e tour (1/32)  | Nadia Petrova       | -              | -                |

À droite du résultat, l’ultime adversaire.

### En double dames
| Année | Open d'Australie           | Open d'Australie          | Internationaux de France    | Internationaux de France   | Wimbledon                    | Wimbledon             | US Open                      | US Open              |
| 2001  | 1er tour (1/32) A. Hopmans | Dominikovic Justine Henin | 2e tour (1/16) Vanessa Webb | Nicole Arendt Caroline Vis | 1er tour (1/32) Vanessa Webb | V. Ruano Paola Suárez | 1er tour (1/32) Julie Pullin | N. Dechy A. Mauresmo |

Sous le résultat, la partenaire ; à droite, l’ultime équipe adverse.

### En double mixte
| Année | Open d'Australie | Open d'Australie | Internationaux de France | Internationaux de France | Wimbledon                    | Wimbledon               | US Open | US Open |
| 2001  | -                | -                | -                        | -                        | 1er tour (1/32) A. Olhovskiy | K. Habšudová David Rikl | -       | -       |

Sous le résultat, le partenaire ; à droite, l’ultime équipe adverse.

## Parcours aux Jeux olympiques

### En simple dames
| # | Date       | Nom de l'olympiade   | Surface    | Résultat        | Ultime adversaire | Score    |          |
| - | ---------- | -------------------- | ---------- | --------------- | ----------------- | -------- | -------- |
| 1 | 19/09/2000 | Olympic Games Sydney | Dur (ext.) | 1er tour (1/32) | Rita Grande       | 6-2, 6-2 | Parcours |

## Parcours en Coupe de la Fédération
| #                                                                       | Date       | Lieu       | Surface         | Gagnante(s)                       | Perdante(s)                      | Score          |          |
|                                                                         |            |            |                 |                                   |                                  |                |          |
| 1994 - 2e tour (groupe mondial) - Autriche - Australie - 2 : 1          |            |            |                 |                                   |                                  |                |          |
| 1                                                                       | 21/07/1994 | Francfort  | Terre (ext.)    | Elizabeth Smylie Rennae Stubbs    | Sylvia Plischke Barbara Schett   | 6-2, 6-3       | Parcours |
|                                                                         |            |            |                 |                                   |                                  |                |          |
| 1994 - 1/4 de finale (groupe mondial) - Autriche - États-Unis - 0 : 3   |            |            |                 |                                   |                                  |                |          |
| 2                                                                       | 22/07/1994 | Francfort  | Terre (ext.)    | Gigi Fernández Mary Joe Fernández | Sylvia Plischke Barbara Schett   | 6-4, 6-1       | Parcours |
|                                                                         |            |            |                 |                                   |                                  |                |          |
| 1998 - 1/4 de finale (groupe mondial II) - Italie - Autriche - 3 : 2    |            |            |                 |                                   |                                  |                |          |
| 3                                                                       | 18/04/1998 | Foligno    | Moquette (int.) | Francesca Lubiani                 | Sylvia Plischke                  | 7-65, 1-6, 6-1 | Parcours |
| 3                                                                       | 18/04/1998 | Foligno    | Moquette (int.) | Sylvia Plischke Barbara Schett    | Laura Golarsa Francesca Lubiani  | 7-60, 7-5      | Parcours |
|                                                                         |            |            |                 |                                   |                                  |                |          |
| 1998 - Barrage (groupe mondial II) - Autriche - Pologne - 5 : 0         |            |            |                 |                                   |                                  |                |          |
| 4                                                                       | 25/07/1998 | Bergheim   | Terre (ext.)    | Sylvia Plischke                   | Magdalena Grzybowska             | 6-2, 3-6, 6-0  | Parcours |
| 4                                                                       | 25/07/1998 | Bergheim   | Terre (ext.)    | Sylvia Plischke                   | Aleksandra Olsza                 | 6-0, 6-1       | Parcours |
| 4                                                                       | 25/07/1998 | Bergheim   | Terre (ext.)    | Sylvia Plischke Barbara Schett    | Magdalena Feistel K. Teodorowicz | 6-4, 6-0       | Parcours |
|                                                                         |            |            |                 |                                   |                                  |                |          |
| 1999 - 1/4 de finale (groupe mondial II) - Autriche - Australie - 3 : 2 |            |            |                 |                                   |                                  |                |          |
| 5                                                                       | 17/04/1999 | Klagenfurt | Terre (ext.)    | Alicia Molik                      | Sylvia Plischke                  | 5-7, 6-1, 7-5  | Parcours |
|                                                                         |            |            |                 |                                   |                                  |                |          |
| 2001 - 1er tour (groupe mondial) - Australie - Autriche - 5 : 0         |            |            |                 |                                   |                                  |                |          |
| 6                                                                       | 28/04/2001 | Adélaïde   | Herbe (ext.)    | Alicia Molik                      | Sylvia Plischke                  | 6-3, 1-6, 6-0  | Parcours |
| 6                                                                       | 28/04/2001 | Adélaïde   | Herbe (ext.)    | Nicole Pratt                      | Sylvia Plischke                  | 6-4, 6-2       | Parcours |

## Classements WTA en fin de saison

### En simple
| Année | 1992 | 1993 | 1994 | 1995 | 1996 | 1997 | 1998 | 1999 | 2000 | 2001 | 2002 |
| Rang  | 699  | 248  | 227  | 220  | 198  | 114  | 41   | 36   | 53   | 182  | 376  |

Source : (en) « Classements de Sylvia Plischke », sur le site officiel du WTA Tour

### En double
| Année | 1993 | 1994 | 1995 | 1996 | 1997 | 1998 | 1999 | 2000 | 2001 | 2002 |
| Rang  | 810  | 405  | 469  | 323  | 185  | 128  | 282  | 106  | 149  | 322  |

Source : (en) « Classements de Sylvia Plischke », sur le site officiel du WTA Tour